# Chiesa di San Donato (Citille)
La chiesa di San Donato si trova a Citille, una frazione di Greve in Chianti, in provincia di Firenze.

## Storia e descrizione
È una delle più antiche chiese del territorio di Greve. Consacrata nel 1072, era posta sulla strada che collegava le due badie vallombrosane: Passignano e Montescalari. Oggi è usata come centro congressi.
Proveniva da questa chiesa un prezioso dipinto duecentesco con la Madonna col Bambino, ora esposto alla Galleria degli Uffizi, opera del cosiddetto Maestro di Greve, e un altro importante polittico del primo decennio del Quattrocento con la Madonna e santi del Maestro della Madonna Strauss, ora custodito nella nuova parrocchiale di Greti.